# 小西健太
小西 健太（こにし けんた、1979年6月24日 - ）は、日本の元男子バレーボール選手。

## 来歴
香川県高松市出身。友人に誘われて玉藻中学1年の時にバレーボールを始める。高松工芸高校在学時には春高バレー、インターハイに出場し、優秀選手に選ばれている。
高校卒業後の1998年、新日鉄（堺ブレイザーズ）に加入。
2007年、Vプレミアリーグのパナソニックパンサーズに移籍、2011年退団。
2019年から宮古島在住。

## 所属チーム
- 高松工芸高校
- 新日鉄・堺ブレイザーズ（1998-2007年）
- パナソニックパンサーズ（2007-2011年）